# TyShwan Edmondson
TyShwan DeNane Edmondson (South Bend, 20 september 1989) is een Amerikaans voormalig basketballer.

## Carrière
Edmondson speelde in het seizoen 2008/09 collegebasketbal voor de St. John's Red Storm. Na een seizoen maakte hij de overstap naar de Midland Chaps waar hij ook en seizoen speelde. In 2010 ging hij spelen voor de Austin Peay Governors waar hij twee seizoenen lang voor uitkwam. In de NBA draft van 2012 werd hij niet gekozen. Hij werd in november 2013 als 90e gekozen door de Texas Legends. Zijn rechten werden een paar dagen later geruild naar de Springfield Armor in een ruil waarbij ook de Santa Cruz Warriors betrokken waren. Naast draftkeuzes waren ook Paul Sturgess, Jeremy Atkinson, Dwayne Jones en John Allen berokken in de ruil. Bij de Armor werd zijn contract eind november 2013 ontbonden.
Hij tekende in 2014 bij het Canadese Brampton A's waar hij een seizoen speelde en werd verkozen tot NBL Canada Newcomer of the Year en All-NBL Canada Second Team. Hij tekende in september 2015 voor reeksgenoot London Lightning.

## Erelijst
- NBL Canada Newcomer of the Year: 2015
- All-NBL Canada Second Team: 2015